# Armand de Périgord

Escudo de armas de Armand de Périgord.

Armand de Périgord, o Hermann de Pierre-Grosse (1178-1247), pertenecía a la familia de los condes de Périgord y fue el decimosexto gran maestre de la Orden del Temple. 

## Biografía
Entre 1205 y 1232, año en él fue elegido gran maestre de la Orden, había sido maestre de la provincia de Apulia y de Sicilia. Organizó los ataques de Caná, de Safita y de Séforis, combatiendo a los musulmanes en la región del lago de Tiberíades.  
En 1236, en la frontera entre Siria y Cilicia, 120 caballeros, arqueros y turcopolos fueron sorprendidos en una emboscada cerca de la ciudad de Qasr Darbsâq (la actual Terbezek). Al comienzo de la batalla que se libró a continuación, los templarios atacaron la fortaleza, pero encontraron una fuerte resistencia y cuando llegaron las fuerzas de socorro enviadas desde Damasco para ayudar a los sitiados, los caballeros fueron derrotados. la mitad que sobrevivió pudo refugiarse en su castillo de Bagras, a unos 20 km de allí.
En septiembre de 1239, Armand se traslada a San Juan de Acre, donde llega a un acuerdo con el sultán de Damasco, siguiendo el ejemplo de los Hospitalarios que habían suscrito un tratado con el Sultán de Egipto. En 1244, el sultán de Damasco solicita la ayuda de los templarios para rechazar a las hordas de Corasmia que intentaban ocupar el Asia Menor.
En octubre de 1244, las fuerzas federadas de Templarios, Hospitalarios y los Caballeros Teutónicos, de acuerdo con el ejército del Sultán de Damasco, se enfrentaron al Sultán de Egipto, aliado a su vez del Imperio corasmio, en la batalla de la Forbie, cerca de Gaza. La coalición de cristianos y musulmanes sirios fue vencida, dejando más de tres mil muertos sobre el campo de batalla. Algunos caballeros del Temple y Hospitalarios llegaron a refugiarse en San Juan de Acre, que permanecía aún en poder de las fuerzas cristianas. La suerte que corrió Armand de Périgord es incierta: no se sabe si fue muerto en la batalla o capturado. Según esta última versión, murió en cautividad en el año 1247.
| Predecesor: Pedro de Montaigú | Gran maestre de la Orden del Temple 1232-1244 | Sucesor: Richard de Bures |